# Episodi di Younger (prima stagione)
La prima stagione della serie televisiva Younger, composta da 12 episodi, è stata trasmessa negli Stati Uniti dal 31 marzo al 9 giugno 2015 sul canale via cavo TV Land.
In Italia, la stagione va in onda dal 21 febbraio al 28 marzo 2017 sul canale pay Fox Life.
| nº | Titolo originale               | Titolo italiano           | Prima TV USA   | Prima TV Italia  |
| -- | ------------------------------ | ------------------------- | -------------- | ---------------- |
| 1  | Pilot                          | Ricomincio da 26          | 31 marzo 2015  | 21 febbraio 2017 |
| 2  | Liza Sows Her Oates            | Innamorarsi ancora        | 31 marzo 2015  | 21 febbraio 2017 |
| 3  | IRL                            | La borsa di Diana         | 7 aprile 2015  | 28 febbraio 2017 |
| 4  | The Exes                       | Sensi di colpa            | 14 aprile 2015 | 28 febbraio 2017 |
| 5  | Girl Code                      | Il codice delle ragazze   | 21 aprile 2015 | 7 marzo 2017     |
| 6  | Shadomism                      | Una festa indimenticabile | 28 aprile 2015 | 7 marzo 2017     |
| 7  | Broke and Pantyless            | Lavori pericolosi         | 5 maggio 2015  | 14 marzo 2017    |
| 8  | SK8                            | Attrazioni pericolose     | 12 maggio 2015 | 14 marzo 2017    |
| 9  | I'm With Stupid                | Dubbi e paure             | 19 maggio 2015 | 21 marzo 2017    |
| 10 | The Boy With the Dragon Tattoo | Il ragazzo con il drago   | 26 maggio 2015 | 21 marzo 2017    |
| 11 | Hot Mitzvah                    | Hot Mitzvah               | 2 giugno 2015  | 28 marzo 2017    |
| 12 | The Old Ma'am and the C        | Un nuovo inizio           | 9 giugno 2015  | 28 marzo 2017    |

## Ricomincio da 26
- Titolo originale: Pilot
- Diretto da: Darren Star
- Scritto da: Darren Star

Dopo il divorzio, Liza, consigliata dalla figlia, che si trova per un anno a studiare in India, inizia a cercare lavoro. Non essendo esperta delle tecnologie moderne, avendo avuto 25 anni prima di lasciare il lavoro per dedicarsi alla figlia fino al raggiungimento dei 40 anni, non viene assunta. Una sera, in un bar, mentre chiacchiera con l'amica lesbica che la ospita in casa, in quanto la vecchia casa era sul punto di essere venduta dopo la separazione con l'ex-marito, un ragazzo di 26 anni, Josh, la avvicina, e le chiede un appuntamento, scambiandola per una ventiseienne. Convinta dall'amica, Liza cambia vita, divenendo una ventiseienne. Riesce così a trovare lavoro come assistente in una casa editoriale. Il suo capo è una donna di 41 anni (43 secondo Kelsey) divorziata alla ricerca dell'amore, apparentemente molto scorbutica, ma in realtà semplicemente gelosa della bellezza delle giovani assistenti che non hanno ancora nemmeno 30 anni. Al lavoro conosce Kelsey, ventiseienne ex-apprendista che, dopo due anni, è divenuta una delle più importanti lavoratrici, e che prende Liza sotto la sua ala, divenendo sua amica.

## Innamorarsi ancora
- Titolo originale: Liza Sows Her Oates
- Diretto da: Darren Star
- Scritto da: Darren Star

Il capo di Liza conosce un ragazzo su internet, apparentemente interessato a lei, ma durante l'appuntamento "al buio" si scopre essere un ragazzo interessato a una foto con la nuova borsa della donna. Nel frattempo, Liza esce a pranzo un martedì con Kelsey e un'amica di questa. Quest'ultima fa una foto che diventa subito di tendenza su Twitter. Compreso il meccanismo, Liza lo sfrutta per fare in modo che l'account Twitter dedicato a Jane Austen diventi famoso, diffondendo un hashtag. Nel frattempo prosegue la sua storia con Josh. La figlia all'inizio dell'episodio chiama Liza dicendo di voler tornare a casa, ma a metà episodio richiama per annunciare di aver trovato un fidanzato, e di voler restare in India. Diffuso l'hashtag, Liza scopre su Twitter una foto della figlia mentre esalta il suo corpo coprendosi con i libri di Austen.

## La borsa di Diana
- Titolo originale: IRL
- Diretto da: Darren Star
- Scritto da: Dottie Dartland Zicklin e Eric Zicklin

Liza è nervosa di fare sesso con Josh. Pensa che troverà il suo corpo troppo vecchio. Ottiene un piccolo aiuto da parte della sua migliore amica Maggie. Intanto Kelsey va alla mostra del libro dello scrittore olandese Anton Björnberg. Questa viene sedotta da questo giovane uomo, anche se ha già un rapporto col fidanzato Thad. Anton è immediatamente innamorato di Kelsey e propone di pubblicare il suo libro con lei, e la invita a un bar per chiacchierare privatamente. Nel frattempo, Diana cerca di flirtare online grazie all'aiuto di Liza.

## Sensi di colpa
- Titolo originale: The Exes
- Diretto da: Tamra Davis
- Scritto da: Rick Singer

Nonostante i suoi sentimenti per Josh, Liza cerca di mantenere le distanze da lui, perché Josh non conosce il suo segreto e lei pensa che sia sbagliato uscire con un ragazzo più giovane di lei mentre Josh non ha idea della vera età di Liza (la crede appunto ventiseienne). Ma Josh e Liza incominciano subito a innamorarsi. Kelsey ha chiesto a Liza di festeggiare con lei in occasione del suo nuovo successo di lavoro (con lo scrittore Anton) con innumerevoli bicchieri di tequila. Terminata la serata, Liza scopre della ex di Josh, e il giorno successivo Josh scopre dell'ex marito di Liza, che crede però un semplice ex-fidanzato.

## Il codice delle ragazze
- Titolo originale: Girl Code
- Diretto da: Tamra Davis
- Scritto da: Alison Brown

Dopo Liza era in servizio a Kelsey, diventano inseparabili e anche Liza dimenticare Maggie. Liza, Kelsey e Lauren giocare e si danno ciò che fa scattare la gelosia Maggie viene messo da parte dal suo migliore amico. Nel frattempo, Diana è entusiasta l'arrivo di un grande editore che ha recentemente divorziato. Questo pensare avere una possibilità con lui.

## Una festa indimenticabile
- Titolo originale: Shedonism
- Diretto da: Arlene Sanford
- Scritto da: Darren Star, Dottie Dartland Zicklin e Eric Zicklin

## Lavori pericolosi
- Titolo originale: Broke and Pantyless
- Diretto da: Peter Lauer
- Scritto da: Darren Star

## Attrazioni pericolose
- Titolo originale: Sk8
- Diretto da: Peter Lauer
- Scritto da: Dottie Dartland Zicklin e Eric Zicklin

## Dubbi e paure
- Titolo originale: I'm with Stupid
- Diretto da: Steven Tsuchida
- Scritto da: Alison Brown

## Il ragazzo con il drago
- Titolo originale: The Boy With the Dragon Tattoo
- Diretto da: Steven Tsuchida
- Scritto da: Rick Singer

## Hot Mitzvah
- Titolo originale: Hot Mitzvah
- Diretto da: Arlene Sanford
- Scritto da: Darren Star, Dottie Dartland Zicklin e Eric Zicklin

Durante la festa della migliore amica di Celsey, Liza beve parecchio insieme a Josh, e alla fine dell'episodio, Josh rivela a Liza di essere innamorato di lei, ritendo più volte le parole "I love you" (ti amo), mentre Liza rivela a Josh di essere una madre divorziata del New Jersey di 40 anni.

## Un nuovo inizio
- Titolo originale: The Old Ma'am and the C
- Diretto da: Tricia Brock
- Scritto da: Darren Star

### Trama
Mentre è scossa per la sua rottura con Josh, Liza è messa in una posizione scomoda quando una vecchia collega la minaccia di rivelare il suo segreto se non la aiuta a rubare i numeri di conto economico per il nuovo libro di Ellen Degeneres. Nel frattempo, Kelsey e Lauren tentano di aiutare Liza per la sua rottura con Josh.